# Cyclorama de Jérusalem
Cyclorama de Jérusalem är en cykloramamålning, som målades av Paul Philippoteaux med fem medhjälpare och visar Kristi korsfästelse. Den är utställd i Sainte-Anne-de-Beaupré i Québec i Kanada.